# East!
| Recensione | Giudizio |
| ---------- | -------- |
| AllMusic   |          |

East! è il terzo album discografico del chitarrista jazz statunitense Pat Martino, pubblicato dalla casa discografica Prestige Records nel luglio del 1968.

## Tracce

### LP
Lato A
1. East – 12:40 (musica: Tyrone Brown)
2. Trick – 6:58 (musica: Pat Martino)

Lato B
1. Close Your Eyes – 6:12 (musica: Bernice Petkere)
2. Park Avenue Petite – 5:48 (musica: Benny Golson)
3. Lazy Bird – 6:28 (musica: John Coltrane)

## Formazione
- Pat Martino – chitarra
- Eddie Green – piano
- Ben Tucker – contrabbasso
- Ben Tucker – tambourine (solo nel brano: East)
- Tyrone Brown – contrabbasso (solo nel brano: East)
- Lenny McBrowne – batteria

Note aggiuntive
- Don Schlitten – produttore
- Registrazioni effettuate l'8 gennaio 1968 a New York City, New York
- Richard Alderson – ingegnere delle registrazioni
- Mark Gardner – note retrocopertina album originale[2]